# Црвени квадрат (слика)
Сликарски реализам сељанке у две димензије, познатији као Црвени квадрат, је слика Казимира Маљевича из 1915. године.
Слика приказује црвени четвороугао на белом пољу. Према речима уметничке критичарке Њујорк тајмса Грејс Глук „Сељанка из наслова дела представљена је црвеном бојом традиционалних руских религиозних икона”.
Црвени квадрат се тренутно налази у колекцији Руског музеја.